# Marat Bikmaev
Marat Bikmaev (Tashkent, 1 de janeiro de 1986), é um futebolista uzbeque que atua como atacante. Atualmente, joga pelo Lokomotiv Tashkent.

## Títulos
Pakhtakor
- Campeonato Uzbeque: 2002, 2003 e 2004
- Copa do Uzbequistão: 2002, 2003 e 2004

Aktobe
- Campeonato Cazaque: 2013

Lokomotiv
- Campeonato Uzbeque: 2016 e 2017
- Copa do Uzbequistão: 2014 e 2016